# Mazda Demio
Mazda Demio var en minibil fra den japanske bilfabrikant Mazda. Bilen kom på markedet i Japan i 1996 og to år senere i Europa. Demio var forgængeren for Mazda2 og lå størrelsesmæssigt mellem Mazda 121 og Mazda 323. Frem til slutningen af 1999 blev der bygget ca. 380.000 eksemplarer af bilen. I 2003 blev Demio afløst af Mazda2. Dog sælges Mazda2 i nogle lande i dag som Mazda Demio. På det japanske hjemmemarked solgtes Demio også med Fords varemærke under navnet Ford Festiva Mini Wagon.

## Modeller
I løbet af sin levetid gennemgik Mazda Demio et lille facelift. Den opdaterede version kom på markedet i starten af 2000 med modificerede forlygter og skørter, en opdateret kabine samt nye både ind- og udvendige farver. Yderligere kendetegn var en anden motorhjelm, nye støddæmpere, forbedret støjdæmpning, et nyt elektronisk styret automatgear til 1,5-litersmodellen samt en ligeledes elektronisk servostyring.

## Særlige kendetegn
Bilens kabine var yderst fleksibel. Dermed kunne bagsædet forskydes 12 cm (bagagerumsvolume alt efter stilling 330−365 liter), og ved at klappe det forreste passagersæde frem opstod der en 2,03 m lang lastflade. Bagagerummet kunne så rumme 1298 liter, og lasteevnen var 440 kg.

## Motorer
- 1,3-liters firecylindret benzinmotor på 1324 cm³ med 46 kW (63 hk) og femtrins manuel gearkasse
- 1,3-liters firecylindret benzinmotor på 1324 cm³ med 53 kW (72 hk) og femtrins manuel gearkasse

Med faceliftet i 2000 blev den stærkeste 1,3-litersmotor afløst af den følgende, opborede version. For første gang kunne denne motor også fås i kombination med automatgear:
- 1,5-liters firecylindret benzinmotor på 1498 cm³ med 55 kW (75 hk) og femtrins manuel eller firetrins automatisk gearkasse

- Demio bagfra
- Mazda Demio
(2000–2003)
- Mazda Demio
(2000–2003)